# Anomalepididae
Anomalepididae là một họ rắn không có nọc độc được tìm thấy ở Trung và Nam Mỹ. Chúng giống như Typhlopidae, trừ một số loài có 1 răng ở hàm dướoi. Hiện họ này có 4 chi và 15 loài được công nhận.

## Miêu tả
Chúng là các loài rắn nhỏ thường có chiều dài nhỏ hơn 30 cm, với đầu thẳng và đuôi ngắn, thăng. Chúng là các loài rắn chủ yếu đào hang và do tập tính sống của chúng thích nghi với mắt bị thoái hóa.

## Các chi
| Chi           | Tác giả phân loại | Loài | Tên thông thường | Phân bố                                                                                                  |
| ------------- | ----------------- | ---- | ---------------- | --- |
| AnomalepisT   | Jan, 1860         | 4    |                  | Nam của Trung Mỹ ở Nicaragua, Costa Rica và Panama, đến phía tây bắc Nam Mỹ ở Colombia, Ecuador và Peru. |
| Helminthophis | Peters, 1860      | 3    |                  | Từ Nam của Trung Mỹ ở Costa Rica và Panama, đến phía tây bắc Nam Mỹ Colombia và Venezuela.               |
| Liotyphlops   | Peters, 1881      | 7    |                  | Trung và Nam Mỹ từ Costa Rica về phía nam đến Paraguay.                                                  |
| Typhlophis    | Fitzinger, 1843   | 1    |                  | Dọc theo bờ biển Đại Tây Dương của Nam Mỹ từ Guyana đến Pará nam Brasil. Cũng có trên đảo Trinidad.      |

T Chi đặc trưng.